# Onnuria
Onnuria – rodzaj motyli z rodziny Lecithoceridae. Występuje endemicznie na Nowej Gwinei. Obejmuje 5 opisanych gatunków.

## Morfologia
Motyle te osiągają od 6,5 do 8 mm długości przedniego skrzydła. Głowa zaopatrzona jest w dłuższe od przedniego skrzydła czułki. W budowie głaszczków wargowych zaznacza się silny dymorfizm płciowy. U samca są one wyspecjalizowane, drugi ich człon ma po stronie brzuszno-wierzchołkowej kępkę chropowatych łusek, trzeci zaś człon jest nie krótszy od poprzedniego, gruby i kolistym łukiem odgięty ku tyłowi, sięgając aż poza ciemię. U samicy trzeci człon jest wykształcony zwyczajnie, smukły ze spiczastym wierzchołkiem. Budowa głaszczków odróżnia ten rodzaj od Pectinimura i Neopectinimura, przypomina zaś Hamatina.
Ubarwienie przedniego skrzydła cechuje się bezładnie rozproszonymi ciemnobrązowymi łuksami oraz parą czarniawych plamek dyskalnych, z których jedna leży przed środkiem komórki, a druga, zwykle większa, blisko jej odsiebnego końca. Kształt skrzydła jest wydłużony ze stępionym wierzchołkiem. Jego użyłkowanie odznacza się pierwszą żyłką radialną (R1) wychodzącą przed środkiem komórki, w odległości od drugiej żyłki radialnej (R2) większej niż 1,53-krotność odległości między drugą a wolną trzecią żyłką radialną (R3), czwartą żyłką radialną (R4) przez więcej niż połowę swej długości formującą wspólny trzon (R4+5) z piątą żyłką radialną (R5), która to z kolei dochodzi do krawędzi skrzydła, pierwszą żyłką medialną (M1) położoną blisko wspomnianej R4+5, drugą żyłką medialną (M2) umieszczoną blisko nasady trzeciej (M3), żyłkami kubitalnymi przednimi pierwszą (CuA1) i drugą (CuA2) z krótkim wspólnym trzonkiem (CuA1+2) oraz dobrze rozwiniętą żyłką analną. Skrzydło tylne jest mniej lub bardziej wydłużone, tak szerokie jak przednie i ma w różnym stopniu zaostrzony wierzchołek oraz czasem silnie wklęśniętą pośrodku krawędź zewnętrzną. W jego ubarwieniu dominuje jasnoszary. Jego użyłkowanie cechuje się wychodzącymi ze wspólnego stożka lub krótkiej szypułki sektorem radialnym (Rs) i pierwszą żyłką medialną (M1), słabo rozwiniętą i osiągającą zewnętrzny brzeg skrzydła drugą żyłką medialną (M2) oraz otwartą komórką. Za autapomorfię rodzaju uchodzi w tylnym skrzydle wspólny odcinek trzeciej żyłki medialnej (M3) i pierwszej żyłki kubitalnej przedniej (CuA1) znajdujący się przed środkiem komórki oraz wolna od środka komórki druga żyłka kubitalna przednia (CuA2). Odnóża tylnej pary mają na całej powierzchni goleni szorstkie łuski.
Odwłok pozbawiony jest pólek kolców na tergitach. Samiec ma genitalia z rozpórką kostalną łączącą tegmen z dobrze rozwiniętą, szeroką walwą o wklęśniętej koście i zaokrąglonym odsiebnie brzegu kostalnym. Ponadto ma dość małą jukstę z trójkątnie wypukłym środkiem krawędzi przedniej i lekko wklęsłym brzegu doogonowym oraz gruby i na szczycie rozdwojony edeagus z jednym lub dwoma prętowatymi cierniami. Pośrodku brzusznego brzegu walwy, podobnie jak u rodzajów Pectinimura, Neopectinimura i Hamatina, wyrasta grzebykowata płytka.

## Rozprzestrzenienie
Rodzaj ten jest endemitem Nowej Gwinei na północy krainy australijskiej. Większość gatunków znanych jest wyłącznie z prowincji Morobe w Papui-Nowej Gwinei.

## Taksonomia
Rodzaj ten wprowadzony został w 2011 roku przez Park Kyuteka w pierwszej części rewizji nowogwinejskich Lecithoceridae, opublikowanej na łamach Proceedings of the Entomological Society of Washington. Gatunkiem typowym wyznaczył on opisanego w tej samej pracy O. xanthochroa. Nazwa rodzajowa pochodzi od koreańskiego Onnuri oznaczającego „cały świat”.
Do rodzaju tego zalicza się 5 opisanych gatunków:
- Onnuria arfakana Park, 2011
- Onnuria depaprensis Park, 2011
- Onnuria melanotoma Park, 2011
- Onnuria tenuiella Park, 2011
- Onnuria xanthochroa Park, 2011